# Der unmoralische Friedensvermittler
Der unmoralische Friedensvermittler (Originaltitel: Man Of The People) ist die dritte Folge der sechsten Staffel der US-amerikanischen Science-Fiction-Fernsehserie Raumschiff Enterprise – Das nächste Jahrhundert. Sie wurde in den Vereinigten Staaten über Syndication vermarktet und erstmals am 5. Oktober 1992 auf verschiedenen Fernsehsendern ausgestrahlt. In Deutschland war sie zum ersten Mal am 19. Mai 1994 in einer synchronisierten Fassung auf Sat.1 zu sehen.

## Handlung
Im Jahr 2369 bei Sternzeit 46071.6 kommt die Enterprise einem Transportschiff zu Hilfe, das in der Nähe des Planeten Rekag-Seronia angegriffen wird. An Bord befindet sich der lumerianische Botschafter Ves Alkar, der eigentlich zwischen den beiden verfeindeten Fraktionen des Planeten vermitteln soll. Um seine Sicherheit zu gewährleisten, wird entschieden, ihn auf die Enterprise zu beamen. Er trifft dort mit einer alten Frau ein, die er als seine Mutter Sev Maylor vorstellt. Diese reagiert sofort mit enormer Boshaftigkeit und Eifersucht auf Schiffsberaterin Deanna Troi. Sie wirft Troi vor, Alkar attraktiv zu finden, und warnt sie davor, sich mit ihm einzulassen. Alkar entschuldigt sich für sie, erklärt, sie sei sehr krank, und lässt sie in ihr Quartier bringen.
Die Enterprise soll Alkar nun nach Rekag-Seronia bringen. Während des Fluges freundet er sich mit Troi an. Als Halb-Betazoidin ist sie in der Lage, die Gefühle anderer Lebewesen wahrzunehmen. Sie erfährt von Alkar, dass er diese Fähigkeit ebenfalls besitzt; bei ihm ist sie allerdings auf Angehörige seines eigenen Volks begrenzt. Für ihn wäre es sehr nützlich, auch die Gefühle der Rekagianer und Seronianer zu kennen, und er bittet Troi daher, ihn bei den anstehenden Verhandlungen zu unterstützen. Kurz darauf kommt es zu einer erneuten feindseligen Begegnung mit Sev Maylor, doch nur wenige Stunden später bricht die alte Frau in ihrem Quartier zusammen und verstirbt.
Troi möchte Alkar beistehen und kommt seinem Wunsch nach, mit ihm gemeinsam ein Begräbnisritual durchzuführen. Darin kommen zwei Kristalle vor und als sie sich berühren, geht ein Glühen von Alkars Kristall auf den von Troi über. Bald darauf wird Troi von einer inneren Unruhe geplagt. Sie fühlt sich in ihren Kleidern nicht mehr wohl und sagt ihre Termine ab. Schiffsärztin Beverly Crusher steht währenddessen vor einem Rätsel, denn sie ist nicht in der Lage, die genaue Todesursache von Sev Maylor zu ermitteln.
In Troi geht eine weitere Veränderung vor. Sie fühlt sich erregt und beschließt, Alkar in seinem Quartier aufzusuchen. Der lehnt es allerdings mit großem Bedauern ab, eine Affäre mit ihr zu beginnen. Kurzentschlossen schnappt sie sich einen gutaussehenden jungen Fähnrich als Ersatz. Der erste Offizier Will Riker überrascht sie einige Zeit später zusammen mit ihm in ihrem Quartier, als er eigentlich die Mannschaftsbewertung mit ihr durchgehen will. Als Troi keine Anstalten macht, sich auf die Arbeit zu konzentrieren, geht Riker wieder und fängt an, sich Sorgen um sie zu machen.
Da sich die Lage auf Rekag-Seronia verschlechtert, trifft sich Captain Picard mit Alkar und dessen Mitarbeitern Jarth und Liva, um das weitere Vorgehen zu planen. Troi wird unterdessen immer gereizter und putzt eine ihrer Patientinnen herunter. Anschließend zieht sie sich ein äußerst laszives Kleid an und sucht die Bar „Zehn Vorne“ auf, wo sich auch Alkar und seine Leute aufhalten. Sie zeigt sich eifersüchtig gegenüber Liva und wirft Jarth vor, er würde sich heimlich Alkars Scheitern wünschen. Riker eskortiert sie hinaus und zurück in ihrem Quartier, versucht sie auch ihn zu verführen. Als er zurückweicht, verletzt sie ihn. Kurz darauf trifft sich Alkar mit ihr, um ihr mitzuteilen, dass er sie leider doch nicht zu den Verhandlungen mitnehmen kann und ihn stattdessen Liva begleiten wird. Zu dieser Zeit hat sich auch Trois Äußeres sichtbar gewandelt und sie wirkt um Jahre gealtert.
Als die Enterprise Rekag-Seronia erreicht hat und Picard Alkar und seine Mitarbeiter im Transporterraum verabschiedet, stürmt Troi plötzlich hinein und geht mit einem Messer auf den Botschafter los. Sie kann überwältigt werden, wobei Picard leicht verletzt wird. Er ist jedoch mehr geschockt über Trois Alterung und ihr feindseliges Verhalten. Auf der Krankenstation werden bei Troi die gleichen erhöhten Neurotransmitter-Werte festgestellt wie bei Sev Maylor. Alkar hatte ursprünglich keine Autopsie an seiner toten Mutter gestattet, doch unter den gegebenen Umständen gestattet Picard Dr. Crusher, diesen Wunsch zu missachten. Ihre Untersuchung ergibt Erstaunliches: Obwohl sie äußerlich sehr alt wirkt, hat sie die Organe und den Knochenbau einer 30-Jährigen. Zudem ist sie definitiv nicht Alkars Mutter.
Um Trois Leben zu retten, werden Antworten von Alkar benötigt. Picard beamt auf den Planeten und stellt ihn zur Rede. Schließlich gibt Alkar zu, dass er Frauen als „Container“ benutzt. Er überträgt all seine negativen Gefühle auf sie, wodurch er seine Arbeit als Diplomat sehr viel besser ausführen kann. Die Frauen werden dadurch ausgezehrt und finden einen frühzeitigen Tod. Normalerweise leben sie jedoch einige Jahre und Alkar hatte nicht damit gerechnet, dass Troi so schnell altert. Dennoch empfindet er kein Unrechtsbewusstsein, denn der Tod der Frauen ist in seinen Augen ein akzeptabler Preis, wenn er dafür durch seine Arbeit tausende Leben retten kann.
Picard muss unverrichteter Dinge zur Enterprise zurückkehren. Dr. Crusher glaubt, sie könne Troi heilen, doch dafür muss die Verbindung zwischen ihr und Alkar gekappt werden. Da er aber nicht die Absicht hat, sie freizugeben, soll ihr Tod vorgetäuscht werden. Als dies geschieht, verspürt Alkar sofort ein starkes Unwohlsein. Als er über Trois Tod informiert wird, sieht er sich gezwungen, auf das Schiff zurückzukehren. Liva begleitet ihn und als Alkar sich von Trois Tod überzeugt hat, bittet er seine Assistentin, das Begräbnisritual mit ihm durchzuführen. Während dies geschieht, wird Troi wiederbelebt. Kurz bevor die Verbindung mit Alkar hergestellt ist, lässt Picard Liva aus seinem Quartier beamen. All die negativen Gefühle, die in Troi gelagert waren, können nun nicht auf sie übergehen, sondern fallen wieder auf Alkar zurück. Der altert dadurch rapide und verstirbt schließlich.

## Produktion
Eigentlich hätte Besuch von der alten Enterprise die dritte Folge der sechsten Staffel werden sollen. Dies war jedoch aufgrund des Terminplans des Gaststars James Doohan nicht möglich. Die Ausstrahlungsreihenfolge von Besuch von der alten Enterprise und Der unmoralische Friedensvermittler wurde daher getauscht. Durch diese Entscheidung geschah die gesamte Produktion von Der unmoralische Friedensvermittler unter erheblichem Zeitdruck.

### Drehbuch
Die Grundprämisse der Folge basiert auf Oscar Wildes 1890 erschienenem Roman Das Bildnis des Dorian Gray. Die Folge enthält auch einen direkten Verweis auf ihre Vorlage, indem Alkars Transportschiff Dorian genannt wurde.
Aufgrund des Zeitdrucks wurde jeder Akt der Geschichte von einem anderen Mitglied des Autorenstabs der Serie geschrieben. Frank Abatemarco fasste die Akte schließlich zusammen. Abatemarco wurde in den Credits der Folge als alleiniger Drehbuchautor aufgeführt.

### Kamera
Ab dieser Folge nahm Jonathan West den Platz von Marvin V. Rush als bildgestaltender Kameramann (Director of photography) von Raumschiff Enterprise – Das nächste Jahrhundert ein, da Rush zur Spin-off-Serie Star Trek: Deep Space Nine wechselte.

### Darsteller
Chip Lucia, Darsteller von Ves Alkar, spielte auch Mabus in Folge 2.14 (Allianzen) von Star Trek: Raumschiff Voyager und Captain Keene in Folge 1.10 (Familienbande) von Star Trek: Enterprise.
Stephanie Erb, Darstellerin von Liva, spielte auch eine Rezeptionistin in Folge 1.26 (Die Schockwelle, Teil I) von Star Trek: Enterprise.
Terrence Beasor erhielt für seine Rolle des Talmadge, dem nur über Funk zu hörenden Captain der Dorian, keine Erwähnung in den Credits der Folge.

### Kostüme
In dieser Folge kam es zu mehreren Kostümfehlern. Bei Data und La Forge sind die einzelnen Pins ihrer Rangabzeichen vertauscht. Ein Besatzungsmitglied, das als Fähnrich angeredet wird, trägt gar kein Rangabzeichen.
Für die Uniformen der Sicherheitsleute auf Rekag-Seronia wurden Kostüme aus Folge 4.04 (Endars Sohn) wiederverwendet.

### Modelle
Für die Dorian wurde das modifizierte Modell des Straleb-Schiffs aus Folge 2.04 (Der unmögliche Captain Okona) von Raumschiff Enterprise – Das nächste Jahrhundert wiederverwendet.

## Rezeption
Der unmoralische Friedensvermittler gilt unter Fans und Kritikern gleichermaßen als eine der schlechtesten Folgen von Raumschiff Enterprise – Das nächste Jahrhundert. Mit 5,8 von 10 möglichen Punkten (Stand 2019) ist es die in der Internet Movie Database am sechstschlechtesten bewertete Folge der Serie.
Keith DeCandido bewertete Der unmoralische Friedensvermittler 2012 auf tor.com als eine äußerst schlechte Folge von Raumschiff Enterprise – Das nächste Jahrhundert. Trois Wandlung fand er einigermaßen gelungen, die Figur des Alkar fand er hingegen sowohl schlecht gespielt als auch geschrieben. Weder er noch seine Mission seien spannend erzählt. DeCandido kritisierte außerdem das schlechte Alters-Make-up und das misslungene Timing von Trois Tod und Wiederbelebung.
Edward Cambro erstellte 2017 für die Website screenrant.com eine Liste der 15 düstersten Star-Trek-Folgen und führte Der unmoralische Friedensvermittler darin auf Platz 9.